# Архимандрит Јустин (Тасић)
Јустин (световно Милисав Тасић; Бијела, код Вишеграда, 5. фебруар 1936 — Манастир Савина, Херцег Нови, 11. јануар 2005) био је православни архимандрит и игуман Манастира Високи Дечани и Манастира Савина.

## Биографија
Милисав Тасић рођен је 5. фебруара 1936. године у засеоку Тасићи, село Бијела, у општини Вишеград, а крштен у манастиру Добрун, који је  на сат времена од Тасића. Основну школу завршио је у Добрунској Ријеци, гимназију у Вишеграду, потом одлази у Вучитрн на одслужење војног рока, где се разбољева и после операције бива отпуштен из војске. Већ 1957. године одлази у манастир Бању где постаје искушеник. Због проблема које је створио породици овим чиним, убрзо се враћа кући. Старији брат Милован му тада налази посао у грађевинској фирми у Сарајеву у којој ради као благајник и референт за пријем радника. Истовремено у Сарајеву завршава и Вишу економску школу.
С пролећа 1961. године, по савету игумана манастира Бање Пахомија, одлази у манастир Високи Дечани у Метохији. Mонашки постриг примио је из руке тадашњег епископа рашко-призренског Павла, 6. марта 1963. године и дато му је име Јустин, исто оно које је носио духовни отац тадашњег архимандрита Високих Дечана Макарија, који је без трага нестао на Косову у току Другог светског рата. На Томину недељу 1964. године монах Јустин биће рукоположен за јеромонаха. Међу бројним монасима који су у то време боравили у Дечанима био је и Ристо Радовић – садашњи митрополит Амфилохије. Скоро сви искушеници оца Макарија Поповића успешно су окончали богословску школу. Тако је и Јустин 1971. године завршио Призренску богословију. А 1977. године, због болести оца Макарија, за игумана манастира Високи Дечани постављен је отац Јустин, који ће се наредних година старати и о старом и слепом игуману Макарију и, уз његову помоћ, водити манастирске послове. Све до своје смрти 1981.године, отац Макарије биће му ослонац и саветoдавац око материјалног пословања, администрације, рачуноводства. Из тог времена потичу и многа пријатељства оца Јустина и многих истакнутих научника и интелектуалаца који су били укључени у радове на обнови манастира. У годинама свакојаких животних искушења на Косову и Метохији отац Јустин умео је да изгради односе међусобног поштовања и поверења са локалним Албанцима, који су традиционално поштовали ову српску светињу и мошти светог краља Стефана Дечанског, штавише био је и кум у тридесетак албанских породица.
Отац Јустин увек је тежио да манастир буде испуњен великим бројем монаха, зато је његова радост била неизмерна када је марта 1992. године, по благослову тадашњег епископа рашко-призренског Артемија, братство из манастира Црна Река прешло у Дечане. Исте године произведен је у чин архимандрита, а потом постављен за управитеља манастира Ђурђеви Ступови, код Берана, где борави неколико месеци, да би 2. септембра исте године био постављен за настојатеља манастира Савина, у Херцег Новом, у коме остаје до своје смрти јануара 2005. године.